# Pietrabuona
Pietrabuona ist eine Fraktion der italienischen Gemeinde Pescia in der Provinz Pistoia, Toskana.

## Beschreibung
Pietrabuona ist einer der Orte, die Die Zehn Burgen genannt werden. Die Gegend, in der das Dorf liegt, die Valleriana, wird auch als Pescianische Schweiz bezeichnet.
Pietrabuona ist ein abgelegener Ort und liegt auf 117 Metern. Die Fraktion liegt etwa 3,5 Kilometer nördlich vom Gemeindesitz in Pescia am gleichnamigen Fluss gelegen.

## Bauten & Sehenswürdigkeiten
- Kirche der Heiligen Matthäus und Columban
- Kirche der Heiligen Laurentius und Stefan
- es besteht ein Papiermuseum[3]